# 奥尔登堡自由邦
奥尔登堡自由州（德語：Freistaat Oldenburg）是魏玛共和国的一個邦。1918年大公弗里德里希·奥古斯特二世在德国革命后退位，自由州成立。
1937年它失去了靠近波罗的海沿岸的奥伊廷和位於德国西南部的比肯费尔德，這兩塊飛地被撥給普魯士邦，奥尔登堡自由州則得到威廉港市；然而，這些變更只是形式上的，希特勒政权在1934年已经事实上废除联邦州。
1939年第二次世界大战开始，由于这些领土变更，奥尔登堡有面积5375平方公里（2075平方英里），人口580000。
第二次世界大战后，奥尔登堡并入新成立的下萨克森州作为行政区（verwaltungsbezirk）奥尔登堡，两者在1949年都成为德意志联邦共和国的一部分。1937年被改劃的两个飞地則分別成为石勒苏益格－荷尔斯泰因州和莱茵兰－普法尔茨州的部分。